# Cryphia griseola
Cryphia griseola là một loài bướm đêm trong họ Noctuidae.